# Governo checoslovaco no exílio
```
   |-
       |
Erro:
:  
valor não especificado para "
nome_comum
"

   |-
       | 
Erro:
:  
valor não especificado para "
continente
"
```

O governo da Tchecoslováquia no exílio, às vezes denominado oficialmente como o Governo Provisório da Tchecoslováquia (em tcheco/checo:  Prozatímní vláda Československa, em eslovaco:  Dočasná vláda Československa), foi um título informal conferido ao Comitê de Libertação Nacional da Tchecoslováquia (Výbor Československého Národního Osvobození, Československý Výbor Národného Oslobodenia), inicialmente por reconhecimento diplomático britânico. O nome passou a ser usado por outros governos aliados durante a Segunda Guerra Mundial, pois eles o reconheceram posteriormente. O comitê foi originalmente criado pelo ex-presidente da Tchecoslováquia, Edvard Beneš, em Paris, França, em outubro de 1939. As negociações malsucedidas com a França para obter status diplomático, bem como a iminente ocupação nazista da França, forçaram o comitê a se retirar para Londres em 1940. Os escritórios do Governo no Exílio da Tchecoslováquia ficavam em vários locais de Londres, mas principalmente em um prédio chamado Fursecroft.
Foi considerado o governo legítimo da Tchecoslováquia durante a Segunda Guerra Mundial pelos Aliados. Um governo especificamente antifascista, procurou reverter o Acordo de Munique e a subseqüente ocupação alemã da Tchecoslováquia e devolver a República às suas fronteiras de 1937. Como tal, acabou sendo considerado, pelos países que o reconheceram, a continuação legal da Primeira República da Tchecoslováquia.

## Da comissão ao governo

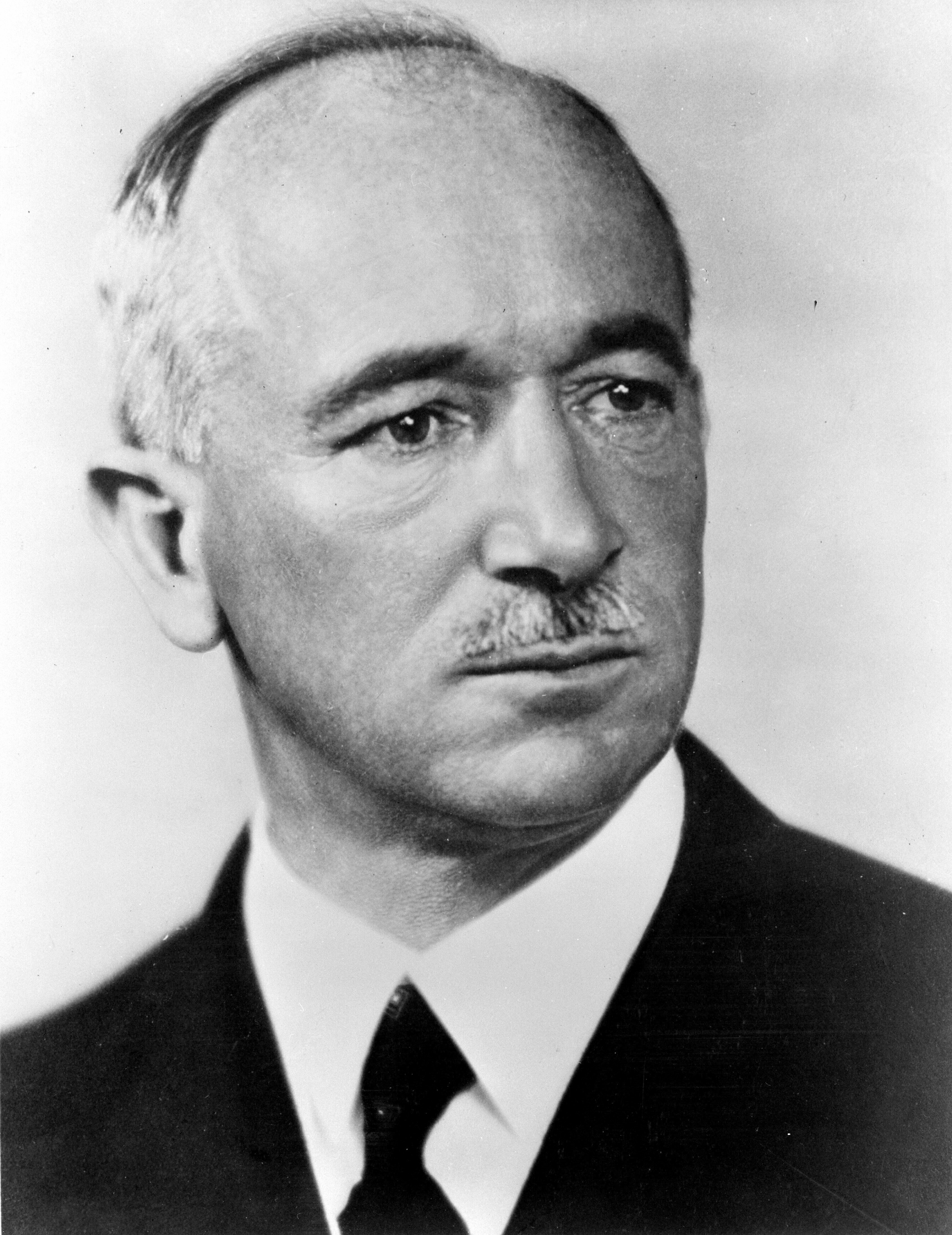
Edvard Benes

Vendo o fim da República como um fato consumado, Edvard Beneš renunciou ao cargo de presidente da Primeira República Tchecoslovaca uma semana depois que o Acordo de Munique cedeu a Região dos Sudetas à Alemanha Nazista. Ele inicialmente fugiu para Londres. Em 15 de fevereiro de 1939, ele chegou a Chicago; ele se tornou professor visitante na Universidade de Chicago, onde se refugiou na mesma comunidade que uma vez estimulou seu predecessor e amigo, Tomáš Masaryk. Enquanto estava lá, foi instado a retornar rapidamente à Europa para organizar algum tipo de governo no exílio. Ele, portanto, voltou à Europa em julho para morar em Paris junto com vários outros atores importantes de seu governo anterior. Após o início formal da Segunda Guerra Mundial, o grupo ficou conhecido como Comitê de Libertação Nacional Tcheco e imediatamente começou a buscar reconhecimento internacional como o governo exilado da Tchecoslováquia. No final de 1939, porém, a França e a Grã-Bretanha haviam estendido o direito de concluir tratados internacionais – a França em 13 de novembro e a Grã-Bretanha em 20 de dezembro de 1939  – mas ainda não viam esses tratados como concluídos em nome de a República Checoslovaca.
Na verdade, foi a própria França que provou ser o maior obstáculo para aceitar o comitê como um governo no exílio completo. O governo de Édouard Daladier foi ambivalente em relação às ambições do Comitê e da Tchecoslováquia em geral. Embora ele tivesse visto publicamente o apaziguamento de Hitler como o caminho para a guerra, Daladier finalmente capitulou aos desejos de Neville Chamberlain. Depois que a guerra começou, ele e seu governo hesitaram sobre se a ameaça soviética ou nazista era maior. Da mesma forma, embora ele tenha estendido o reconhecimento ao comitê como uma agência não governamental, seu governo não se comprometeu com o próprio Beneš e viu muitas possibilidades para uma Tchecoslováquia pós-guerra.

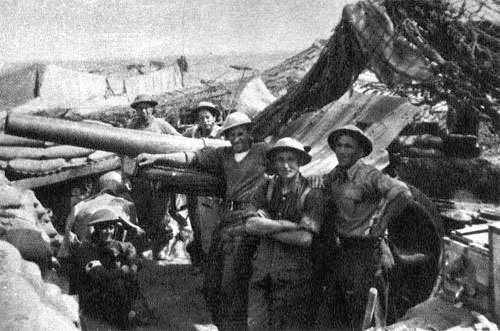
O 11º Batalhão de Infantaria da Checoslováquia lutando ao lado de poloneses e australianos no Cerco de Tobruque

Uma de suas principais reservas em dar status de governo a Beneš era o fato da situação obscura na então independente Eslováquia (que era um estado satélite do Império Alemão). O governo francês do inverno de 1939–1940 sentiu que Beneš não estava necessariamente falando por todos os tchecoslovacos,  com base na situação relativamente fluida na Eslováquia. A diplomacia da França em relação a Beneš foi, portanto, ágil. Evitou qualquer expressão direta de apoio ao desejo do Comitê Benes de retornar à Primeira República.  No entanto, como Beneš era a chave para obter apoio militar do bem treinado Exército da Checoslováquia, a França foi de fato a primeira nação a concluir um tratado com o comitê. O acordo de 2 de outubro de 1939 entre a França e Beneš permitiu a reconstituição do exército da Checoslováquia em território francês.  Por fim, unidades da Primeira Divisão do Exército da Tchecoslováquia lutaram ao lado de seus anfitriões nos estágios finais da Batalha da França.
Foi o fracasso das forças militares aliadas nesta batalha que ajudou mais diretamente as ambições do Comitê Benes. Com a queda da França, as opiniões do recém-nomeado primeiro-ministro Winston Churchill prevaleceram sobre as preocupações da minguante Terceira República. Foi muito mais claro do que seu predecessor Chamberlain com relação aos assuntos da Tchecoslováquia e rapidamente reconheceu Beneš como o presidente de um governo no exílio após a queda da França. No entanto, o Comitê ainda se sentia um tanto inseguro com esse reconhecimento, porque mencionava especificamente Beneš como presidente, mas não vinculava explicitamente Beneš ao governo anterior. Assim, eles pressionaram os britânicos em abril de 1941 para uma clareza ainda maior. No dia 18 daquele mês, eles enviaram uma carta aos britânicos solicitando que seus acordos "sejam concluídos, como antes de setembro de 1938, em nome da República da Tchecoslováquia". O ministro das Relações Exteriores britânico, Anthony Eden, deu tal consentimento em 18 de julho de 1941.

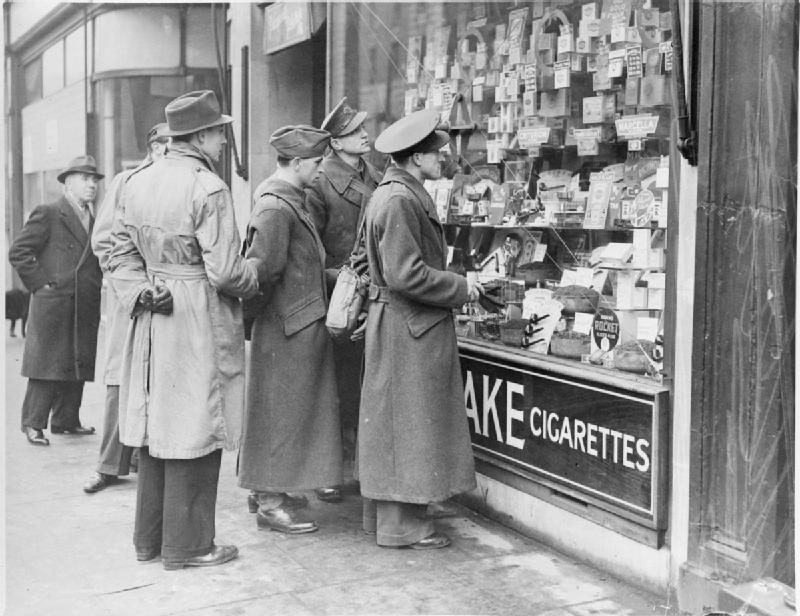
Tropas tchecoslovacas em Londres

Os Estados Unidos e a União Soviética foram efetivamente forçados a fazer o mesmo no final do ano, quando a Eslováquia declarou guerra aos dois países. Com um governo do Eixo firme e formalmente estabelecido em Bratislava, o único governo amigo que restou a ser reconhecido na segunda metade de 1941 foi o de Beneš. A questão legal restante era se o governo de Beneš era realmente uma continuação da Primeira República ou um sucessor sem bases constitucionais sólidas. Essa dúvida foi apagada na primavera de 1942. Após quase seis meses de planejamento atrás das linhas inimigas, agentes aliados da Tchecoslováquia na Boêmia feriram fatalmente Reinhard Heydrich, o ditador à frente do Protetorado da Boêmia e Morávia. O sucesso desta missão, Operação Antropóide, fez com que a Grã-Bretanha e a França Livre (ela própria um governo no exílio) repudiassem formalmente o Acordo de Munique, conferindo assim legitimidade de jure ao governo de Beneš como a continuação da Primeira República. A saúde contínua do governo agora dependia da vitória militar aliada.

## Planejando o futuro

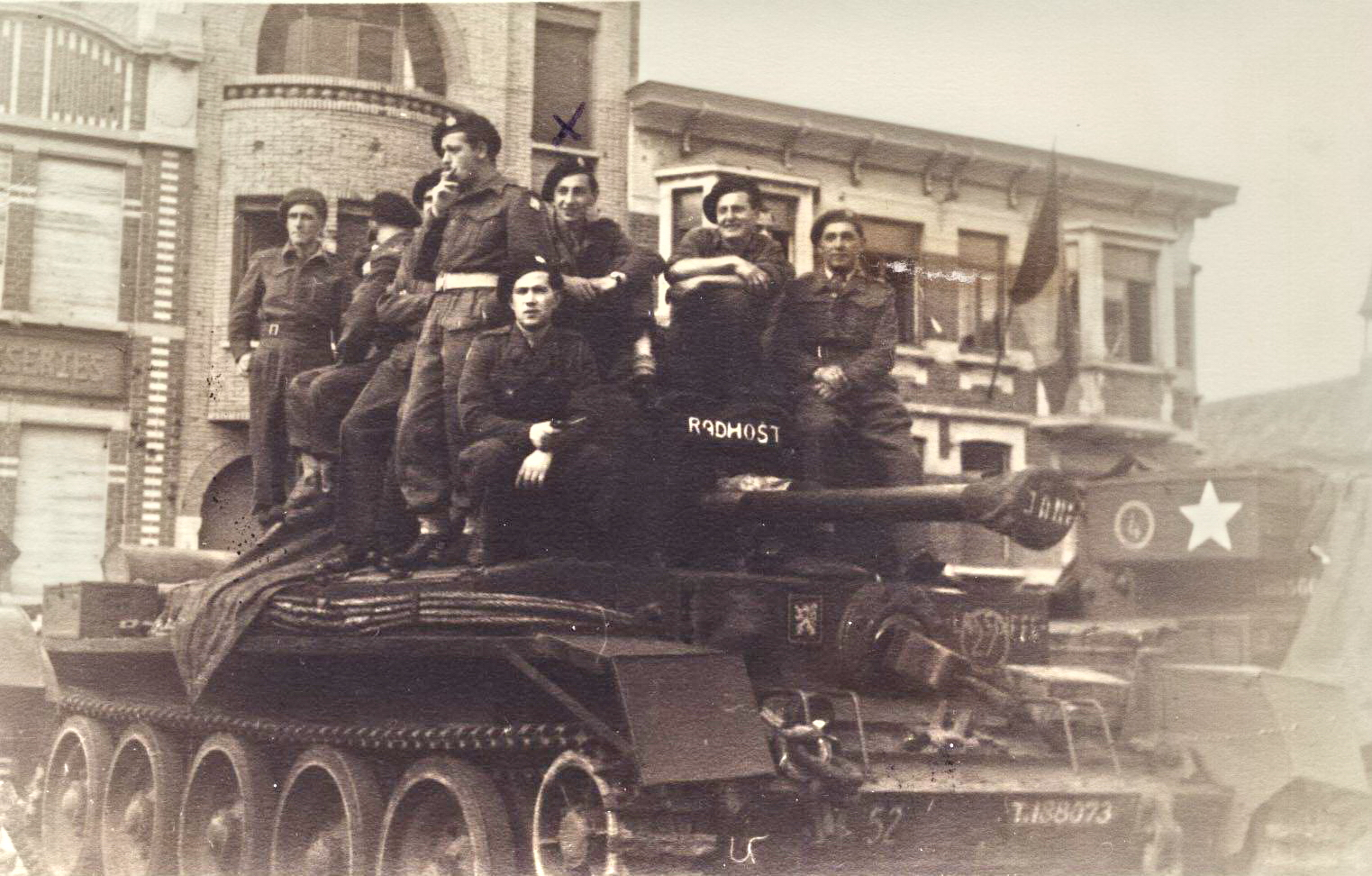
Tropas da 1ª Brigada Blindada da Checoslováquia, parte do exército britânico, fotografadas em De Panne em 1945

Beneš esperava uma restauração do estado da Tchecoslováquia em sua forma pré-Munique após a antecipada vitória dos Aliados, uma falsa esperança.
Beneš decidiu fortalecer a segurança da Tchecoslováquia contra futuras agressões alemãs por meio de alianças com a Polônia e a União Soviética. A União Soviética, no entanto, se opôs a um compromisso tripartite tchecoslovaco-polonês-soviético. Em dezembro de 1943, o governo de Beneš concluiu um tratado com os soviéticos. O interesse de Beneš em manter relações amistosas com a União Soviética foi motivado também por seu desejo de evitar o encorajamento soviético de um golpe comunista pós-guerra na Tchecoslováquia. Beneš trabalhou para trazer os exilados comunistas tchecoslovacos no Reino Unido em cooperação com seu governo, oferecendo concessões de longo alcance, incluindo a nacionalização da indústria pesada e a criação de comitês populares locais no final da guerra. Em março de 1945, ele deu cargos importantes no gabinete aos exilados comunistas da Tchecoslováquia em Moscou.

### O "problema alemão"
Durante os últimos anos da guerra, Beneš trabalhou para resolver o problema da minoria alemã e recebeu o consentimento dos Aliados para uma solução baseada na transferência pós-guerra da população alemã dos Sudetos. Especialmente após as represálias nazistas pelo assassinato de Reinhard Heydrich, a maioria dos grupos de resistência tchecos exigiu, com base no terror nazista alemão durante a ocupação, a "solução final da questão alemã" (em tcheco/checo:  konečné řešení německé otázky) que teria de ser "resolvido" pela deportação dos alemães étnicos para a Alemanha e a Áustria.
Essas demandas foram adotadas pelo Governo no Exílio, que buscou o apoio dos Aliados para essa proposta, a partir de 1943. O governo no exílio promulgou uma série de leis que agora são conhecidas como "Decretos de Beneš". Uma parte desses decretos tratava do status de alemães e húngaros étnicos na Tchecoslováquia do pós-guerra, incluindo o confisco de suas propriedades, antecipando sua futura deportação. No entanto, o acordo final autorizando a transferência forçada da população dos alemães não foi alcançado até 2 de agosto de 1945, no final da Conferência de Potsdam.